# Sarcohyla cembra
A Sarcohyla cembra a kétéltűek (Amphibia) osztályának békák (Anura) rendjébe és a levelibéka-félék (Hylidae) családjába, azon belül a Hylinae alcsaládba tartozó faj.

## Előfordulása
A faj Mexikó endemikus faja. Természetes élőhelye mérsékelt klímájú erdők, folyók. A fajt élőhelyének elvesztése fenyegeti.